# Till möten och brunnar
Till möten och brunnar är en psalm, skriven 1983 med text av Eva Norberg och musik av Daniel Helldén. Musiken bearbetades 1984 av tonsättaren.

## Publicerad som
- Den svenska psalmboken 1986 som nr 437 under rubriken "Trettondedag jul".
- Psalmer och Sånger 1987 som nr 613 under rubriken "Att leva av tro - Skuld - förlåtelse".[1]